# Église de la Trinité d'Allery
L'église de la Trinité d'Allery est située à Allery, dans le département de la Somme, au sud-est d'Abbeville.

## Historique
La construction de l'église d'Allery remonte au XIIe siècle, mais elle a été remaniée au XVIe siècle. Elle est protégée au titre des monuments historiques : classement par arrêté du 20 février 1920.

## Caractéristiques

### Extérieur
L'église d'Allery a été construite en pierre, elle se compose d'une nef et d'un chœur aux fenêtres de style gothique flamboyant. Elle est dépourvue de transept mais dotée d'un clocher flanqué d'une tourelle d'accès. Son toit en flèche est recouvert d'ardoises.

### Intérieur
L'église conserve des sculptures du XVIe siècle protégées en tant que monument historique :
- un Christ en croix en bois polychrome, provenant d'une ancienne poutre de gloire[2] ;
- une statue de saint Thomas, en bois polychrome[3] ;
- une statue de saint Jean l'Évangéliste, en bois polychrome[4] ;
- une statue de saint Jacques le Mineur, en bois polychrome[5] ;
- un groupe sculpté en bois polychrome, représentant la Trinité[6] ;

ainsi que :
- des fonts baptismaux du XVIe siècle décorés de scènes sculptées se rapportant au baptême[7] ;
- une  table de communion en bois ciré du XVIIe [8] ;
- deux statues d'ange en plâtre doré du XIXe siècle[9].

### Mise au tombeau
Le groupe sculpté représentant la Mise au tombeau est en pierre polychrome de la première moitié du XVIe siècle. Il est situé dans un enfeu derrière le maître-autel. L'arc en anse de panier de l'enfeu est garni de fleurons et de crochets décorés de  dragons, salamandres et serpents. On reconnait Marie-Madeleine et une autre des Saintes Femmes, les têtes de Joseph d’Arimathie et de Nicodème, saint Jean l'Evangéliste, saint Théodore et saint Thomas...

### Orgue
L'orgue de chœur du XIXe siècle aurait été construite par les basiliens de l'abbaye de Valloires, en 1840.
vers 1840. Seule la partie instrumentale est classée monument historique au titre objet depuis le 30 octobre 1989.

## Photos

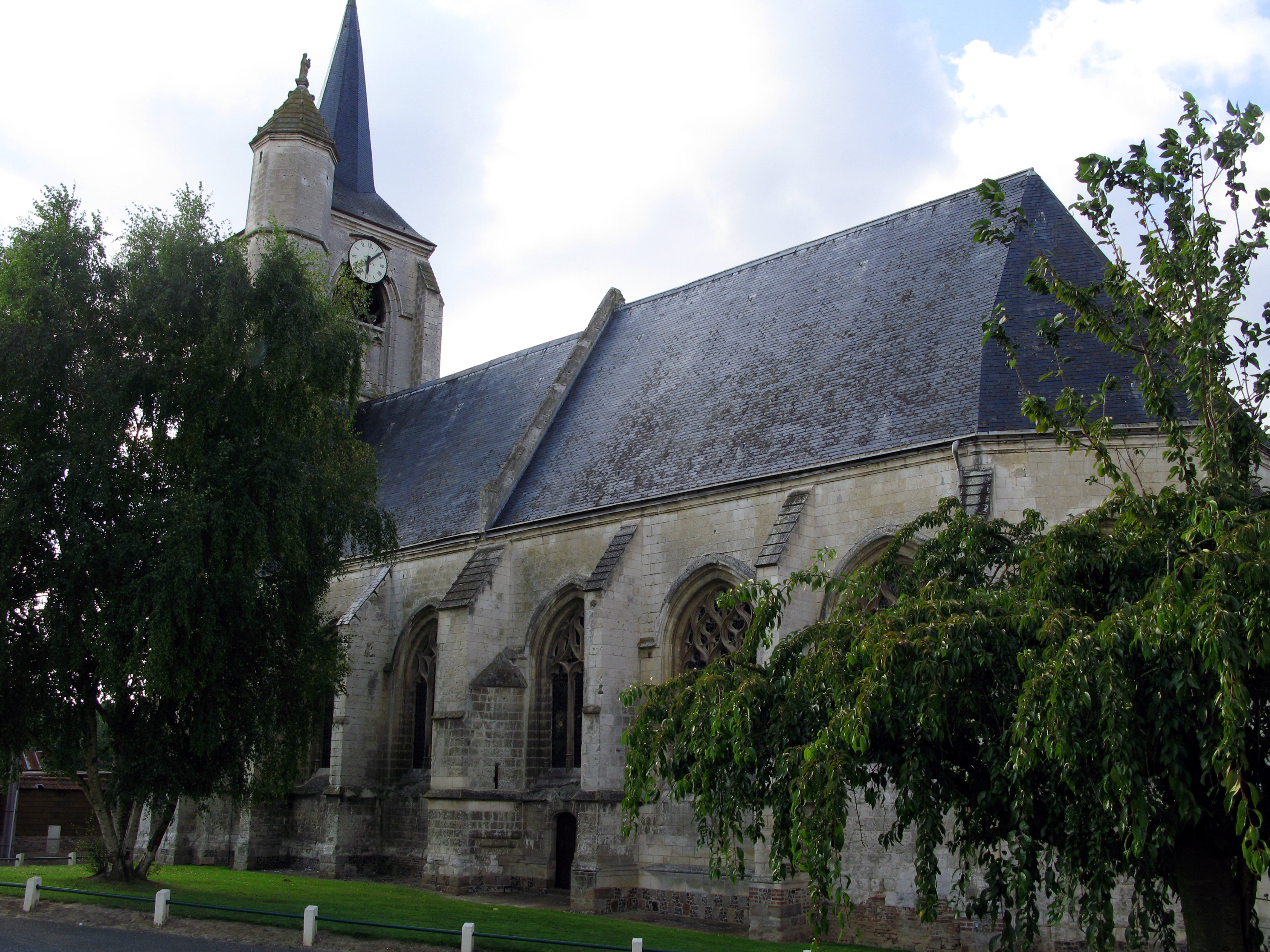
Les environs de l'église ont été réaménagés.
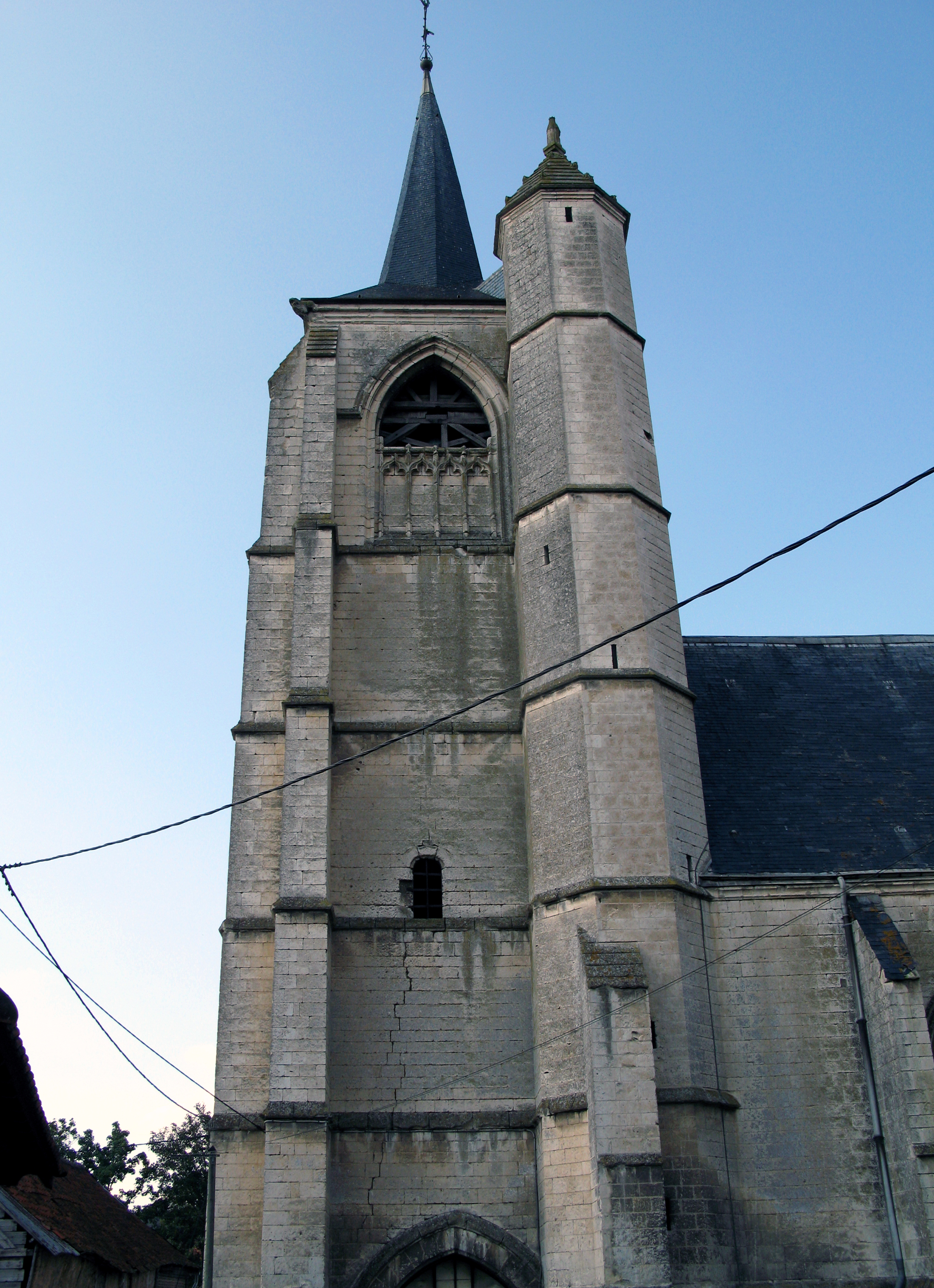
Le clocher avec son étroite tour d'angle abritant l'escalier.
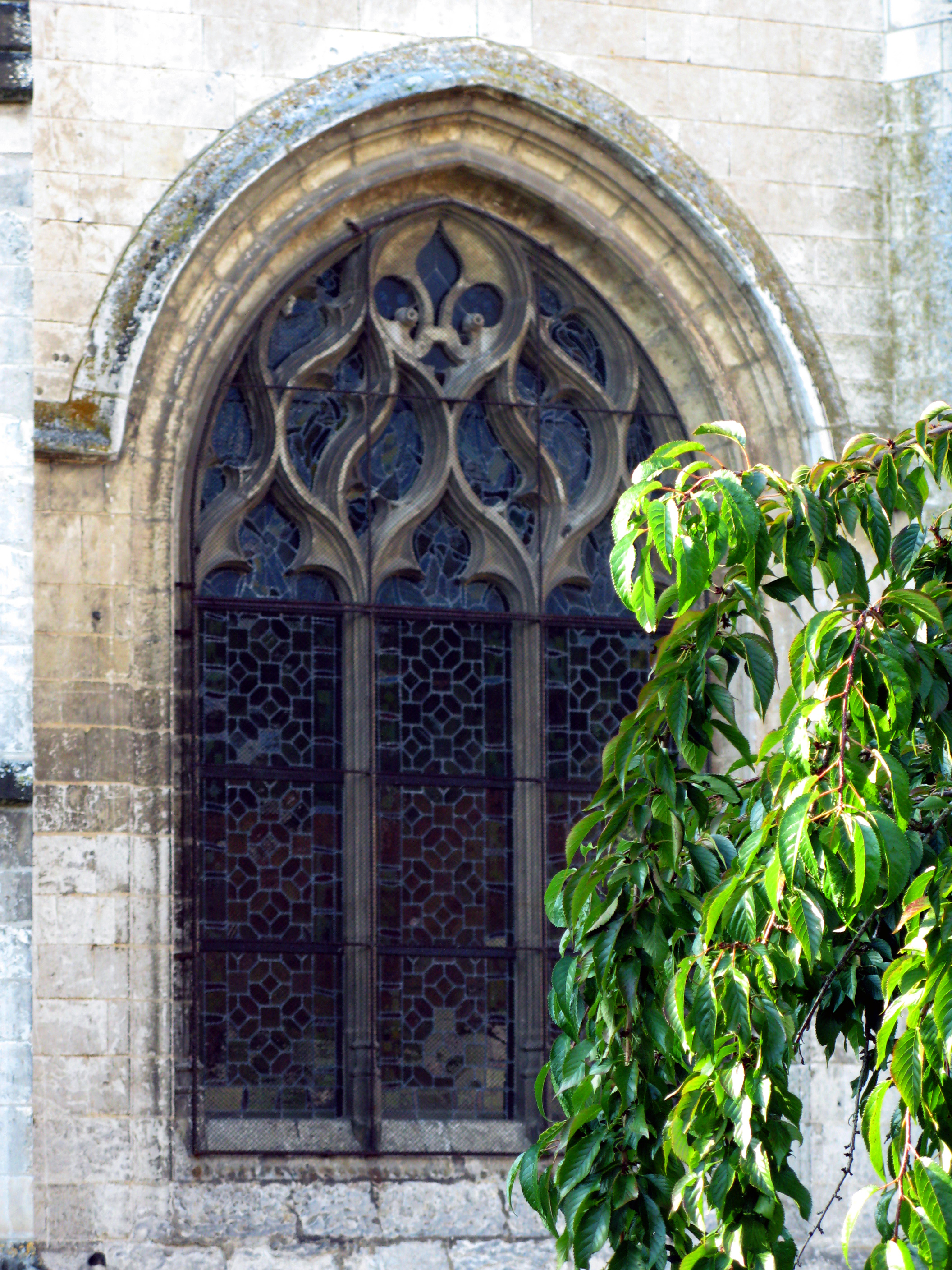
Fleur de lys décorant la partie supérieure des fenêtres de l'abside.